# Competiciones oficiales del fútbol argentino
Los campeonatos argentinos de fútbol son organizados por la Asociación del Fútbol Argentino. Los clubes afiliados disputan anualmente los torneos, los que se dividen en categorías o divisiones, cada una de las cuales determina una jerarquía u orden de importancia del campeonato en disputa.
Habitualmente, los reglamentos de los torneos establecen un mecanismo de ascensos y descensos mediante el cual los mejores equipos del campeonato del ciclo en curso obtienen el derecho a participar, en la siguiente temporada, del torneo de la categoría inmediatamente superior, así como los peores equipos del torneo son castigados de modo que la temporada entrante participen en la categoría inmediatamente inferior.

## Fútbol masculino
Los torneos regulares oficiales de fútbol, que se disputan orgánicamente desde 1893, son organizados por la Asociación del Fútbol Argentino y sus predecesoras, aunque la Primera División, entre las temporadas 2017-18 y 2019-20 fue regida por la Superliga Argentina. No obstante, en 1891 se disputó el primer torneo, que fue organizado por la primera Argentine Association Football League, entidad que se disolvió ese mismo año, que la AFA no reconoce como su antecesora, aunque cuenta en su palmarés dicho concurso. Se distinguen dos períodos: hasta 1934, el llamado amateurismo; y desde 1931, la etapa conocida como profesionalismo, con una superposición temporal entre 1931 y 1934. 
A fines de la década de 1960 y con la finalidad de federalizar la competencia, los clubes indirectamente afiliados a la AFA fueron integrados en un sistema competitivo nacional. Fue a partir de 1967 que, además del torneo regular renombrado como Campeonato Metropolitano, se organizaron tres concursos: el Campeonato Nacional, el Torneo Regional y el Torneo Promocional (más adelante abandonado). También, en virtud de la Resolución 1309, promulgada el 15 de agosto de 1979, se permitió participar de los torneos regulares de Primera División, a partir de 1980, a los clubes indirectamente afiliados a la AFA que clasificaran a la ronda final en dos de tres ediciones consecutivas del Campeonato Nacional, con carácter retroactivo. Finalmente, con la creación del Campeonato Nacional B en 1986, los clubes indirectamente afiliados a la AFA, comenzaron a disputar regularmente los campeonatos de la máxima categoría, en una estructura de ascensos y descensos. 

### Sistema de ligas
Por debajo de la Primera División y del torneo de segunda categoría (la Primera Nacional), los campeonatos se dividen en dos ramas diferenciadas. La primera de ellas, que incluye los torneos de Primera B, Primera C y el Torneo Promocional Amateur, que representa la ruta de ascenso-descenso de categoría que recorren los clubes directamente afiliados a la AFA. Se la llama habitualmente zona «Metropolitana» y responde a una división histórica por la cual dichos torneos están reservados a clubes de la ciudad de Buenos Aires y el conurbano bonaerense, a los que se agregan veintiún clubes de Rosario, Gran La Plata, Santa Fe, Zárate, Campana, Luján, Junín, General Rodríguez, Cañuelas, Pilar y Mercedes. La segunda rama, que incluye al Torneo Federal A y al Torneo Regional Federal Amateur, representa a su vez, la ruta de ascenso-descenso de categoría para los clubes indirectamente afiliados a la AFA a través de las ligas regionales. Los clubes que la disputan son aquellos oriundos del resto del país bajo la supervisión del Consejo Federal del Fútbol Argentino, órgano interno de la Asociación del Fútbol Argentino. 
A partir de 2024, las categorías del fútbol argentino están organizadas de la siguiente manera:
| Categoría | Divisiones del fútbol argentino        | Divisiones del fútbol argentino             |
| Categoría | Clubes directamente afiliados a la AFA | Clubes indirectamente afiliados a la AFA    |
| --------- | -------------------------------------- | ------------------------------------------- |
| 1.ª       | Primera División 30 equipos            | Primera División 30 equipos                 |
| 2.ª       | Primera Nacional 36 equipos            | Primera Nacional 36 equipos                 |
| 3.ª       | Primera B 21 equipos                   | Torneo Federal A 38 equipos                 |
| 4.ª       | Primera C 27 equipos                   | Torneo Regional Federal Amateur 352 equipos |
| 5.ª       | Torneo Promocional Amateur 12 equipos  | Ligas regionales                            |

### Evolución histórica
Este cuadro, realizado con datos recopilados del sitio web oficial de la Asociación del Fútbol Argentino, muestra la evolución de las categorías desde 1891.
| Período   | Primera categoría                              | Segunda categoría                                    | Tercera categoría                              | Cuarta categoría                               | Quinta categoría                 | Sexta categoría |
| --------- | ---------------------------------------------- | ---------------------------------------------------- | ---------------------------------------------- | ---------------------------------------------- | -------------------------------- | --------------- |
| 1891-1898 | Primera División                               | —                                                    | —                                              | —                                              | —                                | —               |
| 1899      | Primera División                               | Segunda División                                     | —                                              | —                                              | —                                | —               |
| 1900-1910 | Primera División                               | Segunda División                                     | Tercera División                               | —                                              | —                                | —               |
| 1911      | Primera División                               | División Intermedia                                  | Segunda División                               | Tercera División                               | —                                | —               |
| 1912-1914 | Primera División (AAF) Primera División (FAF)  | División Intermedia (AAF) División Intermedia (FAF)  | Segunda División (AAF) Segunda División (FAF)  | Tercera División (AAF) Tercera División (FAF)  | —                                | —               |
| 1915-1918 | Primera División                               | División Intermedia                                  | Segunda División                               | Tercera División                               | —                                | —               |
| 1919-1926 | Primera División (AAF) Primera División (AAmF) | División Intermedia (AAF) División Intermedia (AAmF) | Segunda División (AAF) Segunda División (AAmF) | Tercera División (AAF) Tercera División (AAmF) | —                                | —               |
| 1927-1930 | Primera División-Sección A                     | Primera División-Sección B                           | División Intermedia                            | Segunda División                               | —                                | —               |
| 1931-1932 | Primera División (LAF) Primera División (AFAP) | — Primera División-Sección B (AFAP)                  | — División Intermedia (AFAP)                   | — Segunda División (AFAP)                      | —                                | —               |
| 1933      | Primera División (LAF) Primera División (AFAP) | — Segunda División (AFAP)                            | — Tercera División (AFAP)                      | —                                              | —                                | —               |
| 1934      | Primera División (LAF) Primera División (AAF)  | Segunda División (LAF) Segunda División (AAF)        | — Tercera División (AAF)                       | —                                              | —                                | —               |
| 1935-1948 | Primera División                               | Segunda División                                     | Tercera de Ascenso                             | —                                              | —                                | —               |
| 1949      | Primera División                               | Primera División B                                   | Tercera de Ascenso                             | —                                              | —                                | —               |
| 1950-1961 | Primera División                               | Primera División B                                   | Segunda de Ascenso                             | Tercera de Ascenso                             | —                                | —               |
| 1962-1966 | Primera División                               | Primera División B                                   | Primera División C                             | Primera de Aficionados                         | —                                | —               |
| 1967-1973 | Campeonato Metropolitano Campeonato Nacional   | Primera División B Torneo Regional                   | Primera División C Ligas                       | Primera de Aficionados —                       | —                                | —               |
| 1974-1979 | Campeonato Metropolitano Campeonato Nacional   | Primera División B Torneo Regional                   | Primera División C Ligas                       | Primera División D —                           | —                                | —               |
| 1980-1984 | Primera División Campeonato Nacional           | Primera División B Torneo Regional                   | Primera División C Ligas                       | Primera División D —                           | —                                | —               |
| 1985      | Campeonato Nacional                            | Primera División B Torneo Regional                   | Primera División C Ligas                       | Primera División D —                           | —                                | —               |
| 1985-1986 | Primera División                               | Primera División B                                   | Primera División C                             | Primera División D                             | —                                | —               |
| 1986-1995 | Primera División                               | Torneo Nacional B                                    | Primera B Torneo del Interior                  | Primera C Ligas                                | Primera D —                      | —               |
| 1995-2005 | Primera División                               | Primera B Nacional                                   | Primera B Torneo Argentino A                   | Primera C Torneo Argentino B                   | Primera D Ligas                  | —               |
| 2005-2014 | Primera División                               | Primera B Nacional                                   | Primera B Torneo Argentino A                   | Primera C Torneo Argentino B                   | Primera D Torneo Argentino C     | — Ligas         |
| 2014      | Primera División                               | Primera B Nacional                                   | Primera B Torneo Federal A                     | Primera C Torneo Federal B                     | Primera D Torneo Argentino C     | — Ligas         |
| 2015-2017 | Primera División                               | Primera B Nacional                                   | Primera B Torneo Federal A                     | Primera C Torneo Federal B                     | Primera D Torneo Federal C       | — Ligas         |
| 2017-2018 | Superliga                                      | Primera B Nacional                                   | Primera B Torneo Federal A                     | Primera C —                                    | Primera D Torneo Federal C       | — Ligas         |
| 2018-2019 | Superliga                                      | Primera B Nacional                                   | Primera B Torneo Federal A                     | Primera C Torneo Regional Federal Amateur      | Primera D Ligas                  | —               |
| 2019-2020 | Superliga                                      | Primera Nacional                                     | Primera B Torneo Federal A                     | Primera C Torneo Regional Federal Amateur      | Primera D Ligas                  | —               |
| 2021-2023 | Liga Profesional                               | Primera Nacional                                     | Primera B Torneo Federal A                     | Primera C Torneo Regional Federal Amateur      | Primera D Ligas                  | —               |
| 2024-     | Liga Profesional                               | Primera Nacional                                     | Primera B Torneo Federal A                     | Primera C Torneo Regional Federal Amateur      | Torneo Promocional Amateur Ligas | —               |

1. 1 2 3  Llamada oficialmente Tercera División.
2. ↑  Llamada oficialmente Segunda División.
3. 1 2  Llamada oficialmente Primera División C.
4. 1 2  Llamada oficialmente División Superior de Fútbol Aficionado.
5. ↑  Llamado extraoficialmente Campeonato Metropolitano.
6. 1 2 3 4 5  Llamado oficialmente Campeonato de Primera División.
7. 1 2 3  Llamada oficialmente Primera B Nacional.

### Otros torneos y copas oficiales
Además de los campeonatos de las distintas categorías, se disputaron y se disputan varios tipos de competencias y petit torneos oficiales, siendo el más importante el ya discontinuado Campeonato Nacional, dado que sus ganadores fueron consagrados como campeones oficiales de Primera División, aunque el certamen regular era el Campeonato Metropolitano. Además de los mencionados campeonatos de las distintas categorías, desde 1900 hasta la actualidad se jugaron una serie de copas de carácter oficial, reconocidas por la AFA y listadas en su página web en agosto de 2013, que se organizaban de manera paralela al certamen oficial y, generalmente, por el sistema de eliminación directa. De allí que a estas Copas de Competencia se las reconocía con el nombre genérico de Concursos por Eliminación. En ellas participaron los clubes de las respectivas asociaciones, de otras ligas nacionales e incluso eran invitados equipos uruguayos.

#### Torneos reducidos
Los torneos reducidos son minitorneos que se juegan con un número limitado de equipos, clasificados al efecto, luego de terminado el campeonato principal en las divisiones de ascenso del fútbol argentino, desde 1975 hasta la actualidad. El número de participantes varía de acuerdo con la divisional y la temporada. Aunque fueron cambiando, tienen las siguientes características generales:
1. Los ganadores obtienen el ascenso a la divisional superior, aunque durante el período en que se disputaron las promociones, en algunas categorías obtenían el derecho a participar de ellas.
2. Son disputados, en la mayoría de los casos, por los mejores equipos de la correspondiente categoría, excepto el campeón, que obtiene el ascenso como tal. Excepcionalmente, lo jugaron algunos equipos de otras divisionales que accedían por mérito, o desmérito, deportivo.
3. Son, en su mayoría, torneos de eliminación directa, aunque en algunas ocasiones se desarrollaron por puntos.

En la actualidad se disputan en la Primera Nacional, la Primera B y la Primera C.

#### Torneos extintos
Por iniciativa de Valentín Suárez, por entonces presidente de AFA, con la finalidad de federalizar la competencia incorporando a clubes indirectamente afiliados a través de las ligas regionales nucleadas en el Consejo Federal, a partir de 1967 dicha entidad organizó cuatro concursos que se jugaban en las distintas categorías paralelamente a los torneos regulares. Estos son:
- Campeonato Nacional: fue un campeonato organizado por la Asociación del Fútbol Argentino que se celebró entre las temporadas de 1967 y 1985. Era disputado por los clubes de Primera División, que clasificaban a través del Torneo Metropolitano, y por los clubes indirectamente afiliados, que clasificaban a través del Torneo Regional o por las plazas fijas. Dichos torneos son considerados de Primera División y otorgaron título de campeón de esta, además de la clasificación a la Copa Libertadores. El torneo estuvo estructurado por puntos a una sola rueda, en sus primeras tres ediciones; luego como una copa, con grupos e instancias finales eliminatorias.
- Torneo Regional: fue un torneo organizado por la Asociación del Fútbol Argentino que se disputó entre las temporadas 1967 y 1985-86, nucleando a los clubes indirectamente afiliados, como una de las formas de clasificar a sus representantes en el Campeonato Nacional (en sus dos primeras ediciones, además, clasificó a equipos para el Torneo Promocional). La otra manera era a través de las plazas fijas. En su última edición, debido a que el Torneo Nacional dejó de disputarse, los 6 clubes semifinalistas clasificaron a la liguilla Pre-Libertadores y, por otra parte, fue la única que consagró un campeón. Aunque cambió varias veces de formato, generalmente estuvo estructurado como una copa, con grupos e instancias finales eliminatorias.
- Torneo Promocional: Fue un petit torneo organizado por la Asociación del Fútbol Argentino en los años 1967 y 1968. Se disputó en la Primera División, en la Primera B y en la Primera C. En la máxima categoría lo disputaban ocho equipos: cuatro provenientes del Torneo Metropolitano (equipos que no clasificaban al Campeonato Nacional ni disputaban el Torneo Reclasificatorio) y los cuatro equipos indirectamente afiliados que perdían las finales del Torneo Regional. En las categorías "B" y "C", lo disputaban los conjuntos que no debían jugar los Reclasificatorios (ni por el ascenso, ni por el descenso). Se disputaba por puntos, en dos ruedas de todos contra todos, aunque, en Primera C, los conjuntos se dividían en dos grupos y luego los mejores disputaban las instancias finales a partido único y en cancha neutral. Dado que el certamen carecía de incentivo y del interés del público, perdió regularidad y dejó de organizarse.
- Torneo Reclasificatorio: Fue un petit torneo que se disputó desde 1967 hasta 1972, en Primera División, Primera B y Primera C, por el cual los equipos al finalizar la temporada jugaban para ascender de categoría o para revalidar la misma. Se disputaba por puntos, en un enfrentamiento de todos contra todos a dos ruedas, entre los mejores de una categoría inferior con los peores de una categoría superior; o solamente los peores de una divisional determinada (esta versión servía únicamente para evitar el descenso y fue llamado también Torneo Permanencia). Luego, a partir de 1986, fue reeditado en varias ocasiones para reestructurar o para acomodar el número de equipos en una determinada categoría, pero en estas ocasiones se disputó por eliminación a partido de ida y vuelta. El último se organizó en la temporada 1998/99.

Además de los mencionados torneos, durante el profesionalismo se organizaron otros torneos fuera de los concursos oficiales regulares, los cuales son:
- Liguilla pre-Libertadores: Fue un petit torneo organizado en 1971, 1974, 1975, 1976 y 1979; y desde la temporada 1985-86 hasta la 1991-92. Se disputaba para clasificar al segundo representante argentino a la Copa Libertadores, excepto en 1974, en que clasificó a los dos representantes (durante ese período, cada asociación sudamericana contaba con dos plazas). La primera versión la disputaron el campeón del Metropolitano y el subcampeón del Nacional de 1971; en 1974 se jugó entre los campeones de los dos torneos oficiales de Primera División en curso y el subcampeón de ambos, por puntos, en cancha neutral, y los dos primeros clasificaron a la Copa Libertadores 1975. Las tres siguientes ediciones las disputaron los subcampeones de los dos torneos oficiales de Primera División en curso, las dos primeras en cancha neutral y la última a partido y revancha. En las ediciones posteriores, se desarrolló entre varios equipos, generalmente ocho, con eliminación a partido y revancha: clasificaban los mejores equipos de la temporada de Primera División (excepto el campeón, que, como tal, obtenía la plaza directa a la competencia continental), aunque en varias ocasiones, además, clasificaron equipos desde otros torneos. La última edición se jugó a partido único, en cancha neutral, y el ganador no clasificó a la Libertadores, sino a un partido definitorio con el perdedor de la final entre los dos campeones de la temporada, que solo otorgaba un lugar en ésta. Se reeditó para la temporada 2015 y clasificó al quinto participante argentino a la edición de 2016 de dicho torneo internacional.
- Campeonato de Campeones de la República Argentina de 1959/60: inicialmente fue una competencia organizada por la AFA a través del Consejo Federal, ella reunía a los campeones de ligas del interior del país, que con el correr de los años formarían parte de los Campeonatos Nacionales de Primera División. Todas las fases se disputaron a un partido y con eliminación directa. La final se jugó en enero de 1960 y tiene la curiosidad de ser la primera en Argentina que se definió mediante la ejecución de penales. En septiembre de 2024, la AFA contabilizó la competición como título de Primera División, considerándolo antecesor del Campeonato Nacional.[4]

#### Copas nacionales actuales
Además del campeonato regular de Primera División y los torneos de ascenso, en la actualidad se disputan cuatro concursos de copas:
- Copa Argentina: es una competición por eliminación directa, disputada a un único partido, en cancha neutral, en la que participan los equipos de Primera División y de las cuatro categorías inferiores de ambas ramas. En la ronda preliminar, se enfrentan los conjuntos de la quinta categoría. Y, en las fases sucesivas, se van incorporando los equipos de las distintas categorías de acuerdo con la jerarquía de estas. Se reeditó en la temporada 2011-12 e introdujo, de esta manera, la organización de un torneo nacional interdivisional como sucedía, hasta 1985, con la organización del Campeonato Nacional, que cerraba la temporada oficial. La primera versión la disputaron los clubes de la máxima categoría, a excepción de los clasificados para disputar la Copa Libertadores, el campeón de Primera B y equipos indirectamente afiliados a la AFA invitados, que se enfrentaron por eliminación a doble partido. Tuvo dos ediciones, en 1969 y 1970, aunque la segunda no llegó a concluirse.
- Trofeo de Campeones: es una copa organizada por la Asociación del Fútbol Argentino, a través de la Liga Profesional de Fútbol Argentino, que enfrentó, hasta 2024, en una única final en cancha neutral, a los campeones anuales del campeonato de Primera División y de la Copa de la Liga Profesional. Desde 2025, al suprimirse la Copa de la Liga, enfrenta a los campeones de liga de los torneos Apertura (primer semestre) y Clausura (segundo semestre).
- Supercopa Argentina: es un torneo que se disputa a partido único, en cancha neutral, y que enfrentó, desde la edición 2015 hasta 2024, al ganador de la Copa Argentina con el campeón anual del Campeonato de Primera División. Se organiza desde 2012, ocasión en que la disputaron el campeón de la Copa Argentina 2012 y el ganador de los dos torneos oficiales de Primera División de la temporada 2011-12: Apertura 2011 y Clausura 2012. En la edición 2013, se enfrentaron el ganador de la Copa Argentina de ese año y el campeón del Campeonato de Primera División 2012-13. Mientras que, en la edición 2014, el vencedor de la Copa Argentina se midió con el ganador de la Copa Campeonato -enfrentamiento entre los dos campeones anuales de liga- de Primera División de la temporada 2013-14. A partir de la temporada 2025, al haber dos campeones anuales de liga, el trofeo enfrenta al campeón de la Copa Argentina con el ganador del Trofeo de Campeones.
- Supercopa Internacional: es una copa que se organiza desde 2023 entre el ganador del Trofeo de Campeones y el equipo mejor ubicado en la Tabla Anual de clasificación de la Liga Profesional de Fútbol (sumatoria de los puntos obtenidos en los torneos Apertura y Clausura del Campeonato de la Liga Profesional).

#### Copas nacionales extintas
Además de los campeonatos de las distintas divisiones, desde 1900, en la era amateur, se jugaron una serie de copas de carácter oficial reconocidas por la AFA, listadas en su página web en agosto de 2013. En ellas participaron los equipos de las respectivas asociaciones, de otras ligas nacionales, e incluso fueron invitados equipos uruguayos. 
Estas fueron:
- Copa Dr. Carlos Ibarguren: fue una copa disputada entre 1913 y 1925, en el amateurismo, reeditada en el profesionalismo desde 1937 hasta 1958 (aunque luego de la edición de 1942 se disputó de manera discontinua). El trofeo enfrentaba, en una final de un partido, al campeón de Primera División y al campeón de la liga Rosarina, hasta 1941, para luego enfrentar a aquel con la liga del interior ganadora de la Copa Presidente. Durante los años del amateurismo, esta copa pretendía otorgar el premio de "Campeón Argentino" [5] a su ganador, debido a que el Campeonato de Primera División de aquellos años era puramente metropolitano.
- Cup Tie Competition o Copa de Competencia Chevallier Boutell: fue una competencia de carácter binacional, de la era amateur, disputada entre 1900 y 1919. Se jugaba por eliminación y participaban equipos de las asociaciones de Buenos Aires y Rosario, de Argentina; y la Asociación Uruguaya de Football, de Uruguay. La copa tuvo dos versiones y aunque en ambas participaron conjuntos uruguayos, a la primera de ellas, organizada entre 1900 y 1906, la AFA la reconoce como propia y de carácter nacional.
- Copa de Honor: fue una copa organizada durante la etapa amateur por las entidades antecesoras de la Asociación del Fútbol Argentino de la época.[6] Se jugó entre 1905 y 1920, por eliminación a partido único, y participaban equipos de dicha Asociación y de la Liga Rosarina de Fútbol. Se reeditó en 1936, pero fue la primera rueda del Campeonato de Primera División y su ganador obtuvo el título de campeón.
- Copa de Competencia Jockey Club: fue un torneo disputado en el amateurismo, organizado entre 1907 y 1933 por las distintas asociaciones posteriormente convertidas en la Asociación del Fútbol Argentino. Hasta la edición de 1919, participaron clubes afiliados a las ligas de Buenos Aires y Rosario; y desde 1921, solo equipos de Buenos Aires y La Plata. Se disputaba por eliminación directa, a único partido, salvo en las dos últimas ediciones, que se organizó con grupos clasificatorios: a cuartos de final en 1931 y a semifinal en 1933.[7]
- Concurso por Eliminación: fue una copa organizada por la Federación Argentina de Fútbol, organismo disidente de la AFA en la era amateur. Tuvo dos ediciones, en 1913 y 1914, y se disputaba entre equipos de Primera y Segunda División de dicha federación, por eliminación directa, a un único partido en estadio neutral, aunque en la primera edición participaron dos conjuntos rosarinos que entraron directamente en semifinales, que pertenecían a la también disidente Federación Rosarina de Fútbol.
- Copa de Competencia: fue un certamen organizado por las asociaciones disidentes de las antecesoras de la AFA con las participación de conjuntos de Primera División pertenecientes a estas: la primera versión, de la Asociación Amateurs de Football, en 1920 (donde participaron clubes rosarinos también disidentes afiliados a la Asociación Amateurs Rosarina de Football); y entre 1924 y 1926, en el amateurismo. Fue reeditada en el profesionalismo en 1932 y 1933 por la Liga Argentina de Football.[8][9] Fue un concurso por eliminación a partido único, aunque en las ediciones de 1924 a 1926, se disputó en cuatro grupos cuyo ganador clasificaba a semifinales, para luego organizarse por eliminación. En 1952, la AFA quiso reeditarla, pero fue abandonado sin completarse la primera ronda, debido a la muerte de Eva Perón. En varias temporadas, también fue disputado por las divisiones de ascenso.
- Copa Estímulo: fue organizada por las asociaciones oficiales antecesoras de la AFA durante la disputa del Campeonato Sudamericano (hoy Copa América) en 1920, 1926 y 1929. Se jugaba por grupos cuyos ganadores clasificaban a las instancias finales. La última edición se computa como el Campeonato de Primera División, dado que fue el único concurso organizado por AFA en dicho año.
- Copa Beccar Varela: fue una copa organizada por la Liga Argentina de Fútbol, asociación disidente, en los años 1932 y 1933. Tuvo una primera edición disputada por los 18 equipos de la liga, divididos en tres grupos, cuyos ganadores disputaban la ronda final. En la segunda edición participaron, además, equipos de las ligas rosarina, santafesina y cordobesa; y cuatro clubes uruguayos,[10] clasificando por zonas a octavos de final y, luego, por eliminación a partido único en cancha neutral.
- Copa Escobar: fue una competencia organizada por la AFA entre 1939 y 1949. La disputaban los siete primeros equipos del torneo de Primera División en curso, por eliminación, a partido único, con la curiosidad de que los cotejos tenían una duración de solo cuarenta minutos, divididos en dos tiempos de veinte, y en caso de empate se definía por cantidad de tiros de esquina a favor.
- Copa de la República: fue una copa organizada por la AFA entre 1943 y 1945. Se disputaba por eliminación, a partido único, clasificando a cuartos de final cuatro conjuntos de la Primera División (que en las dos últimas ediciones lo hicieron a través de la Copa de Competencia Británica) y cuatro equipos de las ligas regionales, indirectamente afiliados a la AFA, que se eliminaban entre sí subdivididos en cuatro zonas según su ubicación. Este concurso es considerado por algunos como antecesor de la actual Copa Argentina.
- Copa de Competencia Británica: fue un concurso organizado por la AFA entre 1944 y 1946,[11] que disputaban los equipos de Primera División del torneo oficial en curso. Se jugaba a través del sistema de eliminación directa, a único partido. También se disputó una cuarta edición, en 1948,[12] pero el certamen fue abandonado en primera fase (octavos de final) y declarado desierto por la Asociación del Fútbol Argentino.
- Copa de la Superliga: fue un certamen organizado por el ente homónimo, en representación de la Asociación del Fútbol Argentino,[13] que disputaban los equipos que participaban del campeonato de Primera División de la temporada en curso. Tuvo su primera edición en 2019, con un formato de eliminación directa, a doble partido, hasta la final, que se disputó en cancha neutral. En la segunda y última edición, de 2020, los equipos fueron agrupados en dos zonas, que se disputaban por el sistema de todos contra todos. No obstante, jugada parcialmente la primera fecha, la disputa fue cancelada definitivamente a causa de la pandemia de covid-19.
- Copa de la Liga Profesional: fue un torneo que se desarrolló en forma mixta, con fases de clasificación jugadas por el sistema de todos contra todos y otras por eliminación directa. Su primera edición, la de 2020, fue el primer torneo organizado por la flamante Liga Profesional de Fútbol Argentino: excepcionalmente, en homenaje al futbolista, tomó el nombre de «Copa Diego Armando Maradona» al producirse su muerte durante el desarrollo de la competencia. Fue organizada de manera contingente como consecuencia de la cancelación de la Copa de la Superliga Argentina, a raíz de la pandemia de covid-19, y su principal objetivo fue la clasificación de un equipo para completar los cupos del fútbol argentino en la Copa Libertadores 2021. Accesoriamente, también otorgó plazas a la Copa Sudamericana 2022. La segunda edición, con un formato diferente de la primera, pero conservando su desarrollo mixto, se jugó en la primera parte de la temporada 2021, antes del inicio del campeonato de Primera División. Lo mismo ocurrió con la edición de 2022. Solo en 2023, la Copa de la Liga Profesional cerró la temporada oficial, disputándose una vez finalizado el campeonato regular de liga, hasta su quinta y última edición de 2024.

#### Copas nacionales únicas
Además de las copas extintas, se jugaron siete copas por única vez, ellas son: 
- Campeonato Porteño de 1926: fue una competencia organizada para celebrar la fusión de la oficial Asociación Argentina de Football y la disidente Asociación Amateurs de Football, que, pese a su nombre, se celebró en 1927; una final disputada por los campeones de ambas asociaciones, a partido único, en el estadio de River Plate. El partido fue suspendido por exceso de público, pero se volvió a organizar en el mismo escenario y terminó igualado. Como nunca se desempató, el torneo fue declarado desierto.
- Copa Suecia de 1958: fue una copa organizada durante el receso del campeonato regular impuesto por la participación del Seleccionado argentino en el Mundial de 1958 de Suecia. Su nombre obedece a la donación del trofeo de parte del embajador sueco en Argentina. La disputaron los equipos de Primera División de ese año, divididos en dos zonas, cuyos ganadores disputaron la final, que curiosamente se disputó recién en 1960, a partido único y en cancha neutral.
- Copa Centenario de 1993: fue una copa organizada por la AFA para celebrar el centenario de su fundación. La disputaron los equipos de Primera División que participaron en la temporada 1992-93, exceptuando a los descendidos de categoría. Se jugaron partidos de ida y vuelta con sus clásicos rivales en la primera fase; y, a partir de allí, dos rondas (de ganadores y perdedores) a partido único, bajo el sistema de doble eliminación. La final se disputó recién en enero de 1994.
- Copa Campeonato de 2014: fue un trofeo disputado por los dos campeones oficiales de la temporada 2013/14, a modo de cierre del certamen de Primera División; un partido único que se jugó en cancha neutral para clasificar a su ganador como representante del torneo de liga a la Supercopa Argentina 2014 y definir una de las plazas argentinas en la Copa Sudamericana 2014. En 2012-13 se jugó un cotejo similar, con la diferencia de que, además de la copa, le otorgó al vencedor el título de campeón del Campeonato de Primera División 2012-13, la clasificación a la Supercopa Argentina 2013 y a los dos torneos continentales de la temporada 2013-14. La Copa Campeonato es el trofeo histórico que la Asociación del Fútbol Argentino le entregaba a los campeones de Primera División, desde 1896.
- Copa Bicentenario de 2016: fue un certamen disputado por los campeones de los torneos de Primera División 2014 y 2016, a partido único, en cancha neutral, en virtud de la excepcionalidad del Torneo de Transición 2014, cuyo ganador no pudo disputar, oportunamente, la Supercopa Argentina.
- Trofeo de Campeones de la Superliga de 2019: fue una competencia organizada por la Asociación del Fútbol Argentino, a través de la Superliga Argentina, cuya única edición se disputó a partido único, en cancha neutral. El torneo enfrentó a los campeones anuales del Campeonato de Primera División 2018-19 y de la Copa de la Superliga 2019.[14]

## Fútbol femenino
Los torneos oficiales de fútbol femenino se comenzaron a disputar en la temporada 1991.

### Sistema de ligas
Los campeonatos se conforman en tres categorías.
| Categoría | Divisiones del fútbol femenino argentino | Divisiones del fútbol femenino argentino | Divisiones del fútbol femenino argentino | Divisiones del fútbol femenino argentino | Divisiones del fútbol femenino argentino | Divisiones del fútbol femenino argentino | Divisiones del fútbol femenino argentino |
| --------- | ---------------------------------------- | ---------------------------------------- | ---------------------------------------- | ---------------------------------------- | ---------------------------------------- | ---------------------------------------- | ---------------------------------------- |
| 1.ª       | Primera División A 18 equipos            | Primera División A 18 equipos            | Primera División A 18 equipos            | Primera División A 18 equipos            | Primera División A 18 equipos            | Primera División A 18 equipos            | Primera División A 18 equipos            |
| 2.ª       | Primera División B 21 equipos            | Primera División B 21 equipos            | Primera División B 21 equipos            | Primera División B 21 equipos            | Primera División B 21 equipos            | Primera División B 21 equipos            | Primera División B 21 equipos            |
| 3.ª       | Primera División C 24 equipos            | Primera División C 24 equipos            | Primera División C 24 equipos            | Primera División C 24 equipos            | Primera División C 24 equipos            | Primera División C 24 equipos            | Primera División C 24 equipos            |

## Torneos de divisiones menores

### Reserva
- Torneo de Reserva: Es un torneo menor en el cual los clubes presentan un equipo alternativo que generalmente juega ante el mismo rival que la división mayor. Dicho conjunto es utilizado para que jugadores que no son titulares tengan la posibilidad de mantener el ritmo de competencia, o para foguear a los jugadores juveniles.

- Tercera División: Es un torneo menor en el cual los clubes presentan un equipo alternativo que generalmente juega ante el mismo rival que la división mayor. Dicho conjunto es utilizado para que jugadores que no son titulares tengan la posibilidad de mantener el ritmo de competencia.

### Fútbol juvenil
- Cuarta División: Para jugadores que no cumplan más de 20 años al 31 de diciembre del año respectivo.
- Quinta División: Para jugadores que no cumplan más de 18 años al 31 de diciembre del año respectivo.
- Sexta División: Para jugadores que no cumplan más de 17 años al 31 de diciembre del año respectivo.
- Séptima División: Para jugadores que no cumplan más de 16 años al 31 de diciembre del año respectivo.
- Octava División: Para jugadores que no cumplan más de 15 años al 31 de diciembre del año respectivo.
- Novena División: Para jugadores que no cumplan más de 14 años al 31 de diciembre del año respectivo.

### Fútbol infantil
El fútbol infantil, a diferencia del juvenil, no tiene un nombre para cada categoría, llamándose automáticamente con el año de nacimiento de los jugadores. El año en curso las categorías son denominas:
- Categoría 2012: Para jugadores que no cumplan más de 13 años al 31 de diciembre.
- Categoría 2013: Para jugadores que no cumplan más de 12 años al 31 de diciembre.
- Categoría 2014: Para jugadores que no cumplan más de 11 años al 31 de diciembre.
- Categoría 2015: Para jugadores que no cumplan más de 10 años al 31 de diciembre.

## Torneos de otras disciplinas

### Fútbol sala

#### Masculino
- Liga Nacional de Futsal Argentina
- Campeonato de Futsal AFA
  - Primera División
  - Primera División B
  - Primera División C
  - Primera División D
- Torneos Regionales de Futsal
- Copa Argentina de Futsal AFA
- Supercopa de Futsal AFA
- Copa de Oro de Futsal AFA
- Copa de Plata de Futsal AFA

#### Femenino
- Campeonato de Futsal Femenino AFA
  - Primera División
  - Primera División B
  - Primera División C
- Copa Argentina de Futsal Femenino AFA
- Supercopa de Futsal Femenino AFA
- Copa de Oro de Futsal Femenino AFA
- Copa de Plata de Futsal Femenino AFA

### Fútbol playa
- Campeonato de Fútbol Playa AFA

### Fútbol femenino
- Copa Federal de Fútbol Femenino
- Campeonato Nacional Femenino de Clubes y Ligas
- Primera División A del Fútbol Femenino
- Primera División B del Fútbol Femenino
- Primera División C del Fútbol Femenino